# Oracle Cloud
Oracle Cloud és un servei d'informàtica al núvol ofert per l'empresa Oracle Corporation proporcionant servidors, emmagatzematge, xarxa, aplicacions i serveis mitjançant una xarxa global gestionada pels centres de dades d'Oracle Corporation. L'empresa permet la prestació d'aquests serveis  Internet sota demanda.
Oracle Cloud ofereix infraestructura com a servei (IaaS), plataforma com a servei (PaaS), programari com a servei (SaaS) i dades com a servei (DaaS). Aquests serveis s'utilitzen per crear, desplegar, integrar i ampliar aplicacions al núvol. Aquesta plataforma admet nombrosos estàndards oberts (SQL, HTML5, REST, etc.), aplicacions de codi obert (Kubernetes, Spark, Hadoop, Kafka, MySQL, Terraform, etc.) i una varietat de llenguatges de programació, bases de dades, eines i marcs, com ara programari i sistemes específics d'Oracle, de codi obert i de tercers.

## Serveis
Infraestructura com a servei (IaaS) i Plataforma com a servei (PaaS)
La infraestructura de núvol d'Oracle es va posar a disposició general (GA) el 20 d'octubre de 2016 amb el nom "Oracle Bare Metal Cloud Services". Oracle Bare Metal Cloud Services es va reanomenar Oracle Cloud Infrastructure el 2018 i es va batejar com a "Generation 2 Cloud" d'Oracle a Oracle OpenWorld 2018. Les ofertes d'Oracle Cloud Infrastructure inclouen els serveis següents:
- Càlcul: l'empresa proporciona instàncies de màquina virtual per proporcionar diferents formes (mida de VM) que s'adapten a diferents tipus de càrregues de treball i característiques de rendiment. També ofereixen servidors Bare metal sota demanda i servidors GPU Bare metal, sense hipervisor. El 2016, Oracle Cloud Infrastructure es va llançar amb instàncies de metall nu amb processadors Intel. Aquestes primeres instàncies de metall nu que s'oferien eren alimentades per servidors Intel. El 2018, Oracle Cloud va afegir instàncies de metall nu amb processadors AMD, seguits pels processadors nadius d'Ampere Cloud el 2021. El 2021, Oracle també va llançar les seves primeres instàncies de càlcul basades en VM basades en processadors Arm.[5]

- Emmagatzematge: la plataforma ofereix volums de blocs, emmagatzematge de fitxers, emmagatzematge d'objectes i emmagatzematge d'arxius per a bases de dades, anàlisis, contingut i altres aplicacions a través de protocols i API comuns.[6]

- Xarxa: aquesta plataforma al núvol proporciona una xarxa amb adreces IP, subxarxes, encaminament i tallafocs totalment configurables per donar suport a xarxes privades noves o existents amb seguretat d'extrem a extrem.[7]

- Governança: per a la gestió d'auditoria, identitat i accés, la plataforma té comprovacions d'integritat de dades, traçabilitat i funcions de gestió d'accés.[8]

- Gestió de bases de dades/Gestió de dades: Oracle ofereix una plataforma de gestió de dades per a càrregues de treball de bases de dades, així com càrregues de treball de big data i streaming a hiperescala, incloent OLTP, emmagatzematge de dades, Spark, aprenentatge automàtic, cerca de text, anàlisi d'imatges, catàleg de dades i aprenentatge profund. La plataforma permet que les bases de dades Oracle, MySQL i NoSQL es desplegaran sota demanda com a serveis gestionats al núvol. Les bases de dades Oracle ofereixen de manera única la base de dades autònoma d'Oracle (optimitzada per a magatzem de dades, processament de transaccions o JSON), la forma Exadata, així com els clústers d'aplicacions reals (RAC).[9]

- Equilibri de càrrega: la plataforma al núvol ofereix capacitat d'equilibri de càrrega per encaminar automàticament el trànsit entre dominis d'error i dominis de disponibilitat per a una alta disponibilitat i tolerància a errors per a les aplicacions allotjades.

- Serveis Edge: aquests serveis poden controlar el camí entre usuaris i recursos i adaptar-se als canvis i interrupcions. Inclouen els serveis del sistema de noms de domini (DNS) de l'adquisició de Dyn per part d'Oracle.

- FastConnect: la plataforma al núvol proporciona connectivitat privada a les xarxes locals i al núvol mitjançant proveïdors com Equinix, AT&T i Colt.

- Desenvolupament d'aplicacions: per al desenvolupament d'aplicacions, el núvol de l'empresa ofereix una plataforma de desenvolupament d'aplicacions oberta i basada en estàndards per crear, desplegar i gestionar aplicacions al núvol per a mòbils i API. Aquesta plataforma admet el desenvolupament de codi de baix contingut, natiu del núvol i de contenidors. Aquesta plataforma també proporciona una plataforma DevOps per CI/CD, diagnòstic per a aplicacions Java i integració amb SaaS i aplicacions locals. Els serveis inclouen Java, mòbils, assistents digitals (evolució dels chatbots), missatgeria, núvol de contenidors d'aplicacions, núvol de desenvolupadors, creador visual, catàleg d'API, plataforma d'IA, DataScience.com (adquisició d'Oracle) i blockchain.

- Integració: aquesta és una plataforma que ofereix adaptadors per integrar aplicacions locals i al núvol. Les capacitats inclouen la integració i la replicació de dades, la gestió d'API, l'anàlisi d'integració, juntament amb la migració i integració de dades. Ofereixen serveis com ara el núvol de la plataforma d'integració de dades, el servei al núvol d'integrador de dades, el servei al núvol GoldenGate, el núvol d'integració, el servei al núvol de processos, el servei al núvol de la plataforma API, el servei al núvol d'Apiary i el servei al núvol SOA.

- Analítica empresarial: l'empresa ofereix aquesta plataforma d'anàlisi empresarial que pot analitzar i generar informació a partir de dades de diverses aplicacions, magatzems de dades i llacs de dades. Els serveis que s'ofereixen inclouen núvol analític, intel·ligència empresarial, descobriment de grans dades, preparació de grans dades, visualització de dades i essbase.

- Seguretat: Oracle Cloud Platform ofereix aplicacions d'identitat i seguretat per proporcionar accés segur i monitoratge de l'entorn de núvol híbrid i abordar els requisits de govern i compliment de TI. Aquesta plataforma ofereix un SOC d'identitat (Centre d'operacions de seguretat) mitjançant una oferta combinada de SIEM, UEBA, CASB i IDaaS. Els serveis que s'ofereixen inclouen Identity Cloud Service i CASB Cloud Service.

- Gestió: la plataforma proporciona una plataforma integrada de seguiment, gestió i anàlisi. Aquesta plataforma també utilitza aprenentatge automàtic i big data en el conjunt de dades operatives. La plataforma s'utilitza per millorar l'estabilitat informàtica, prevenir interrupcions d'aplicacions, millorar DevOps i reforçar la seguretat. Els serveis que s'ofereixen inclouen el seguiment del rendiment de les aplicacions, el seguiment de la infraestructura, l'anàlisi de registres, l'orquestració, l'anàlisi de TI, la configuració i el compliment, el seguiment de la seguretat i l'anàlisi.

- Contingut i experiència: aquesta és una plataforma per a la gestió de continguts, llocs web i fluxos de treball. Aquest servei s'utilitza per proporcionar col·laboració de continguts i presència al web. Aquesta eina ve integrada amb els serveis locals i SaaS d'Oracle. Els serveis que s'ofereixen són Content and Experience Cloud, WebCenter Portal Cloud i DIVA Cloud.

El 2016, Oracle va adquirir Dyn, una empresa d'infraestructures d'Internet. El 16 de maig de 2018, Oracle va anunciar que havia adquirit DataScience.com, una plataforma privada d'espais de treball al núvol per a projectes i càrregues de treball de ciència de dades. L'abril de 2020, Oracle es va convertir en el proveïdor d'infraestructura al núvol de Zoom, una plataforma de reunions en línia i de vídeo. El mateix mes, Nissan va anunciar la seva migració a Oracle Cloud per les seves càrregues de treball d'informàtica d'alt rendiment (HPC) utilitzades per simular els impactes estructurals del disseny d'un cotxe. Xerox va anunciar una associació amb Oracle Cloud el 2021, on Xerox utilitzarà les capacitats de computació en núvol d'Oracle dins de la seva incubadora d'empreses.

### Programari com a servei (SaaS)
Oracle ofereix aplicacions SaaS també conegudes com Oracle Cloud Applications. Aquestes aplicacions s'ofereixen en una varietat de productes, sectors industrials amb diverses opcions de desplegament per complir amb els estàndards de compliment. La llista següent esmenta les aplicacions d'Oracle Cloud proporcionades per Oracle Corporation.
- Experiència del client (CX)
- Gestió del capital humà (HCM)
- Planificació de recursos empresarials (ERP)
- Gestió de la cadena de subministrament (SCM)
- Gestió del rendiment empresarial (EPM)
- Aplicacions d'Internet de les coses (IoT)
- Analítica SaaS
- Dades
- Solucions per a la indústria (comunicacions, serveis financers, béns de consum, alta tecnologia i fabricació, educació superior, hostaleria, serveis públics)
- Desplegament (adherint-se a estàndards per a sectors com ara serveis financers, serveis minoristes, sector públic, defensa)
- Block-Chain Cloud Service (en col·laboració amb SAP, IBM i Microsoft)
- Aplicacions Blockchain

El 28 de juliol de 2016, Oracle va comprar NetSuite, la primera empresa de núvol, per 9.300 milions de dòlars.

### Dades com a servei (DaaS)
Aquesta plataforma es coneix com Oracle Data Cloud. Aquesta plataforma agrega i analitza les dades dels consumidors impulsades per Oracle ID Graph a través de canals i dispositius per crear una comprensió dels consumidors entre canals.

## Models de desplegament
Oracle Cloud està disponible a 44 regions a partir del juliol de 2023, incloent Amèrica del Nord, Amèrica del Sud, Regne Unit, Unió Europea, Orient Mitjà, Àfrica, Índia, Austràlia, Corea i Japó. Oracle Cloud està disponible com a núvol públic (regions gestionades per Oracle); a agències governamentals seleccionades com a núvol governamental gestionat per Oracle als Estats Units (amb FedRAMP High i DISA SRG IL5) i al Regne Unit; i com a "núvol privat" o "núvol híbrid" com a servei només de base de dades gestionat per Oracle o regió dedicada de servei complet, el que Oracle anomena "núvol al client".

## Arquitectura
El núvol públic i governamental d'Oracle s'ofereix a través d'una xarxa global de centres de dades gestionats per Oracle, connectats per una xarxa troncal gestionada per Oracle. Exadata Cloud at Customer d'Oracle aprofita aquesta xarxa per als serveis del pla de control. Oracle desplega el seu núvol a Regions, normalment amb dues regions distribuïdes geogràficament a cada país per a la resiliència a desastres amb sobirania de dades. Dins de cada regió hi ha almenys un domini de disponibilitat independent d'errors i tres dominis d'error tolerants per domini de disponibilitat. Cada domini de disponibilitat conté un centre de dades independent amb aïllament elèctric, tèrmic i de xarxa.
Oracle Cloud allotja serveis de plataforma i infraestructura de núvol accessibles per als clients, així com programari accessible per a l'usuari final com a servei d'aquestes regions de núvol.